# William Perry
William James Perry, född 11 oktober 1927 i Vandergrift i Westmoreland County, Pennsylvania, är en amerikansk ingenjör, matematiker, affärsman och ämbetsman.
Han är mest känd för att ha varit USA:s försvarsminister i Bill Clintons administration från 1994 till 1997.

## Biografi
Perry tjänstgjorde mellan 1945 och 1947 som officer i USA:s armé. 1957 avlade han sin doktorsexamen i matematik vid Pennsylvania State University. Han var chef för Electronic Defense Laboratories i Kalifornien 1954-1964. Sedan var han med att grunda företaget ESL Inc. Han var företagets vd 1964-1977. Sedan tjänstgjorde han under president Jimmy Carter som statssekreterare vid USA:s försvarsdepartement, där han bl.a. hade ansvar för forskning och utveckling. Utvecklingen av smygteknik var en speciellt viktig fråga för Perry. Efter att ha lämnat försvarsdepartementet 1981 arbetade han några år som managing director på Hambrecht and Quist, en investmentbank i San Francisco. Därefter var han professor vid Stanford University.
Under president Bill Clintons första mandatperiod tjänstgjorde Perry igen på försvarsdepartementet, först som biträdande försvarsminister 1993-1994 under Les Aspin, och Perry efterträdde denne som försvarsminister (1994-1997). Efter tiden som försvarsminister har han åter varit professor vid Stanford, denna gång vid Freeman Spogli-institutet.
Perry var med i Iraq Study Group, kommissionen ledd av James Baker och Lee Hamilton, som i december 2006 publicerade sina rekommendationer för en ny strategi i Irakkriget.